# 萊瑟姆

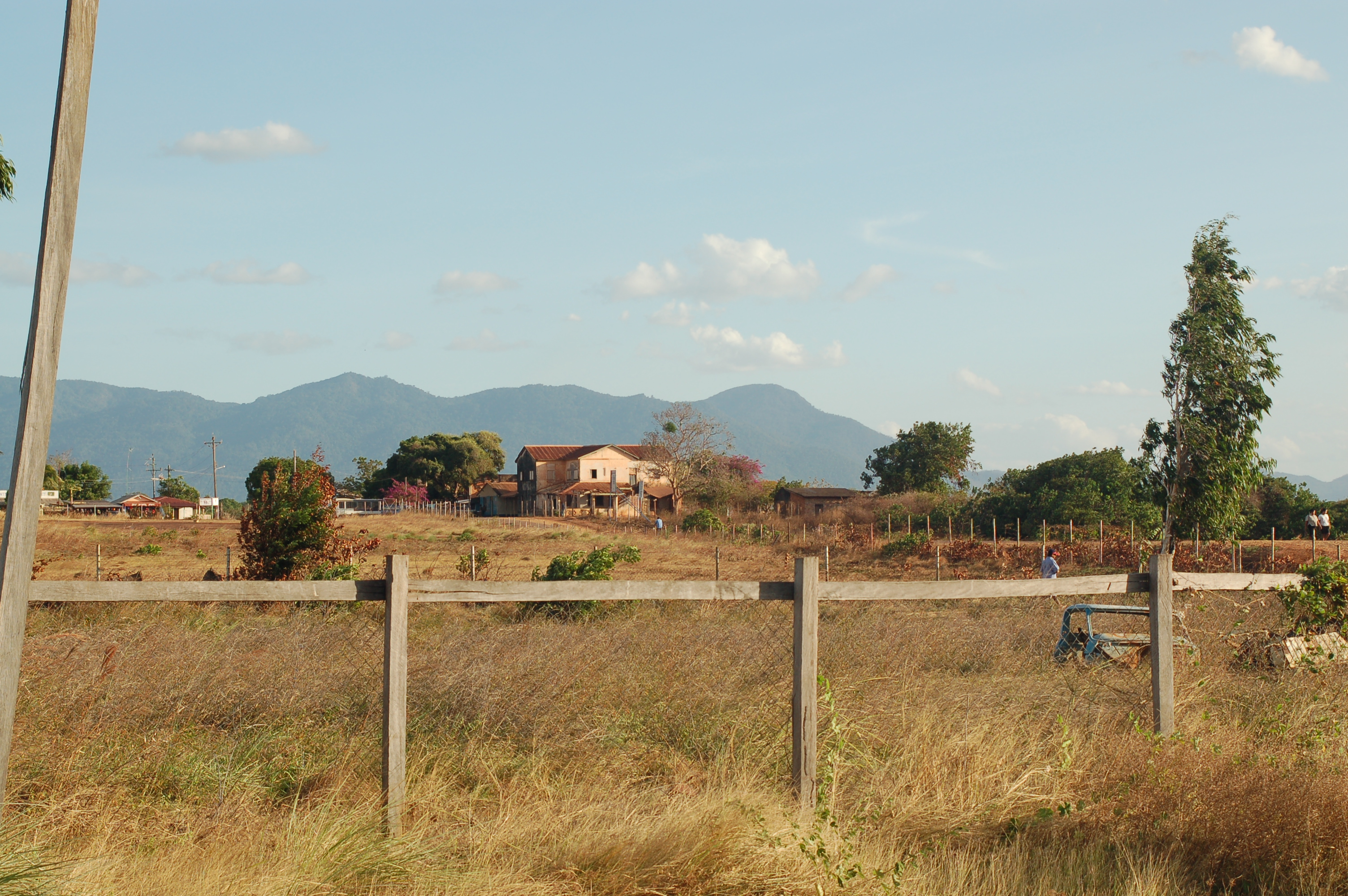

萊瑟姆是圭亞那的城鎮，也是上塔庫圖-上埃塞奎博的首府，位於該國西南部塔庫圖河畔，毗鄰與巴西接壤的邊境，海拔高度100米，每年平均降雨量1,740毫米，2002年人口約3,000。

## 外部連結
- Looking south （页面存档备份，存于） - January 11th, 2007 - The Economist
- Commentary: Guyana and Brazil - Bridging for good times - February 13, 2009 - Caribbean Net News
- http://www.lib.utexas.edu/maps/americas/guyana_rel_1991.pdf （页面存档备份，存于）

3°23′N 59°48′W / 3.383°N 59.800°W